# Мункедаль
Мункедаль (швед. Munkedal) — город (городское поселение; швед. tätort) в центральной Швеции в лене Вестра-Гёталанд исторической провинции Бохуслен. Административный центр коммуны Мункедаль.
Расположен в северо-западной части лена Вестра-Гёталанд в 466 км северо-западнее Стокгольма, в 120 км к северу от Гётеборга и в 80 км к югу от норвежской границы, примерно в 25 км от Уддеваллы по Европейскому маршруту E06.
Площадь города составляет 5,36 км². Численность населения — 4 102 человек (на 2018).

## Топонимика
Мункедаль назван в честь старой фермы Мунке. Суффикс -даль означает «долина».

## История
Ранее принадлежал Норвегии. Здесь у слияния рек Мункедаль и Орекиль, когда то монахи ловили лосося для монастыря и впоследствии дали имя поселению.
В XVI веке здесь на водопаде была основана лесопильная мельница. Позже возникла фабрика по производству бумаги. В начале XX века построена железная дорога.
Промышленный рост города произошёл благодаря развитию лесоперерабатывающих предприятий. Ныне здесь функционирует бумажная фабрика Arctic Paper Munkedal AB. В настоящее время фабрика насчитывает около 380 работников и является одним из крупнейших работодателей города. 85 % продукции экспортируется в Англию, Германию и страны Бенелюкса.
Важную роль в экономике играют также торговля, земледелие, лесное хозяйство, ресторанный и гостиничный бизнес.
Мункедаль привлекает туристов, интересующихся греблей на каноэ и ловлей лосося.

## Галерея

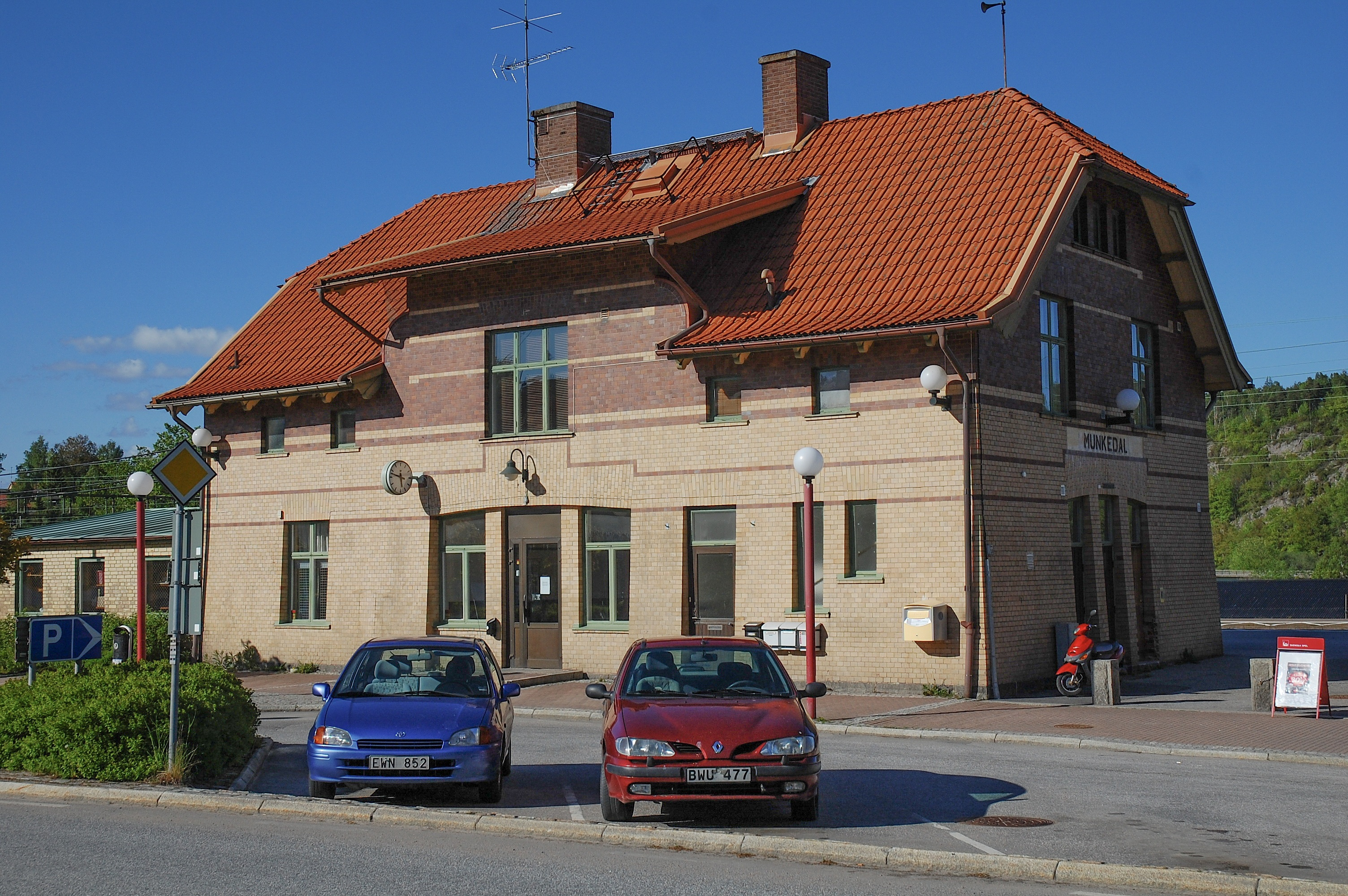
Железнодорожная станция
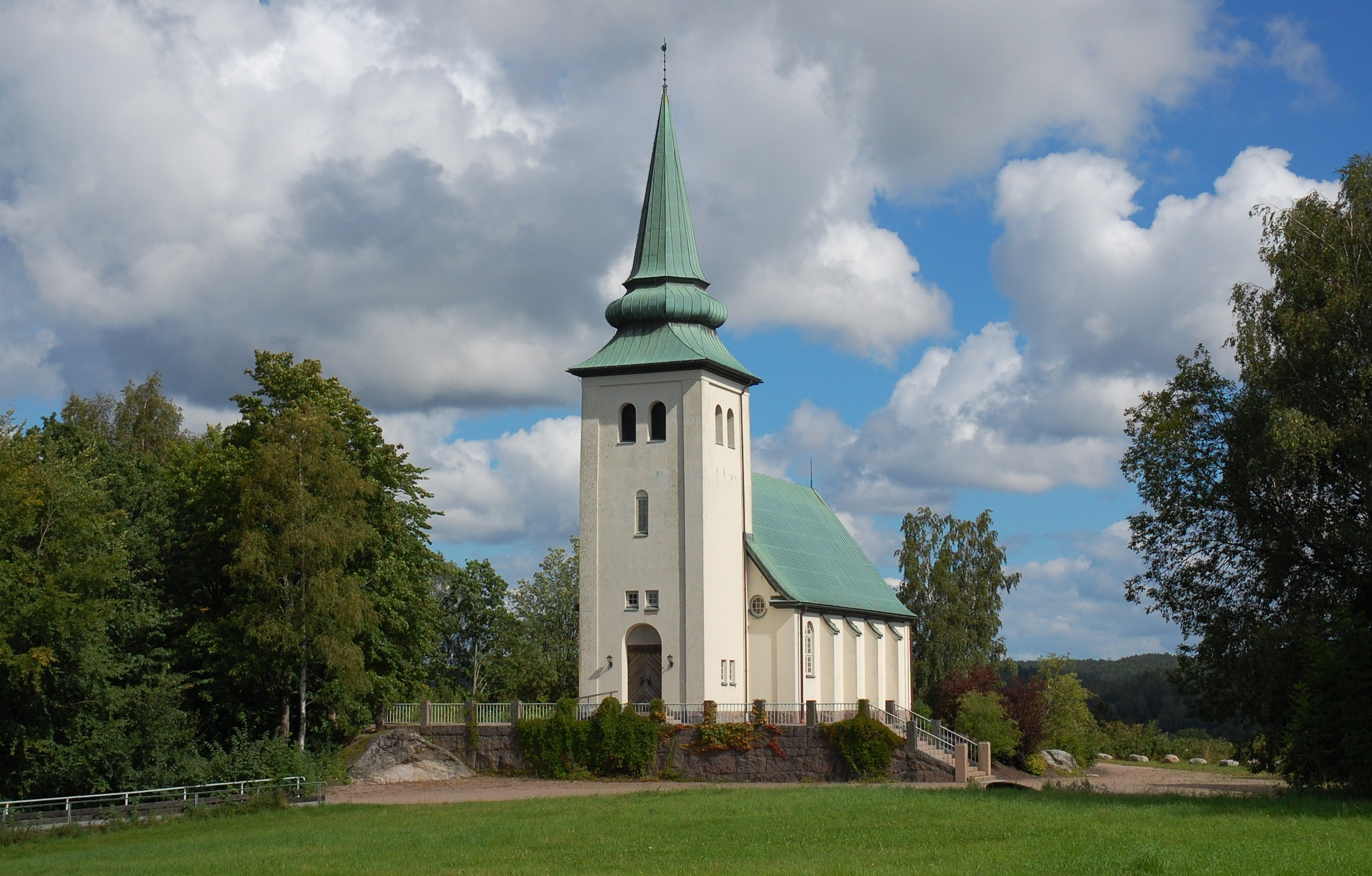
Церковь
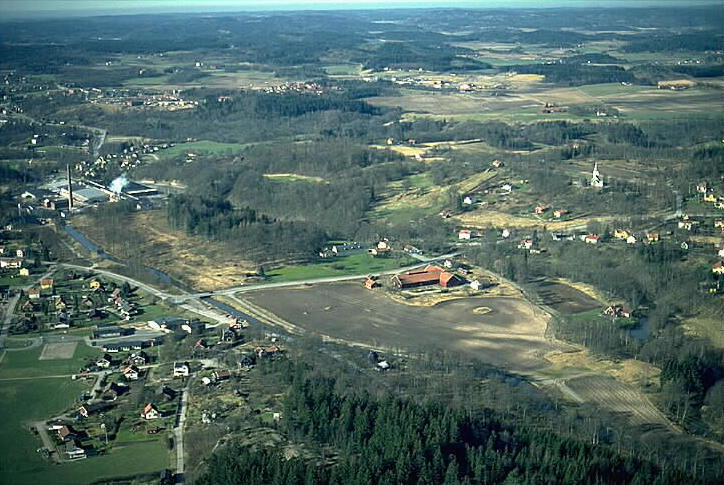
Вид с воздуха
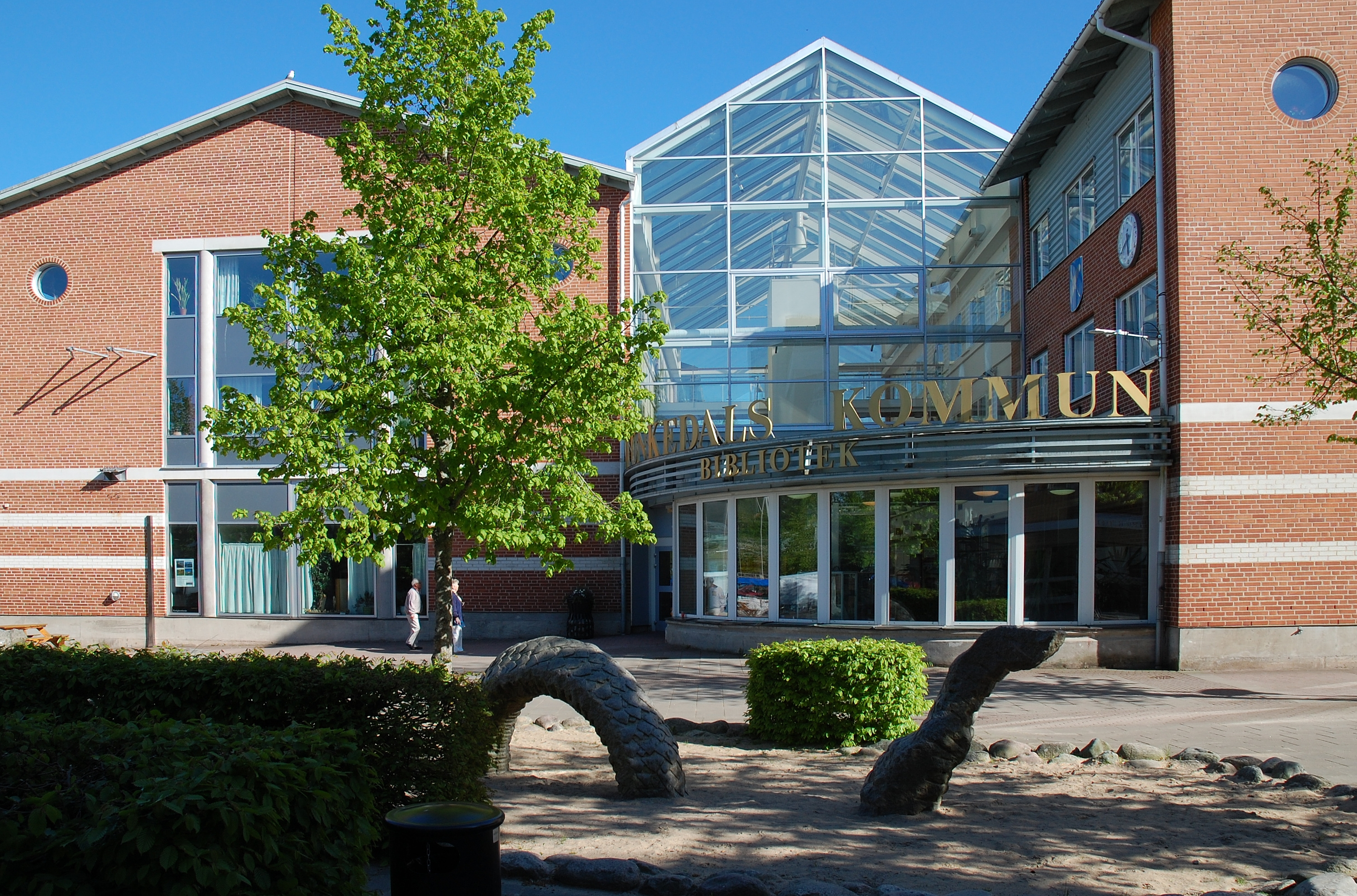
Управление коммуны
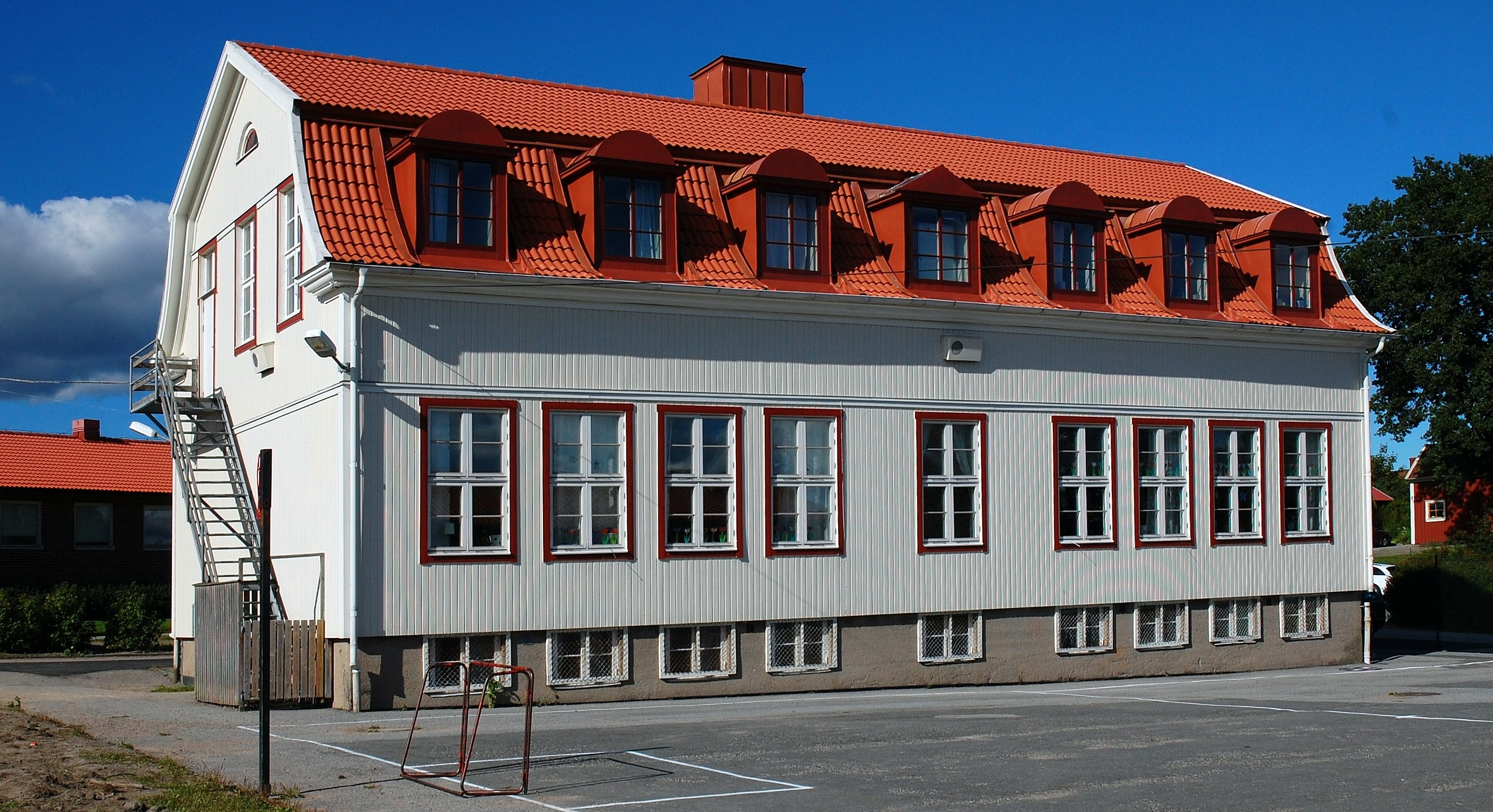
Школа